# Domenick Lombardozzi
Domenick Lombardozzi (New York, 25 maart 1976) is een Amerikaans acteur.

## Biografie
Lombardozzi werd geboren in de borough The Bronx van New York in een gezin van drie kinderen en is van Italiaanse afkomst. 

## Filmografie

### Films
Uitgezonderd korte films.
- 2023 Reptile - als Wally
- 2023 Fresh Kills - als Joe Larusso
- 2022 Armageddon Time - als brigadier D'Arienzo
- 2021 Boogie - als coach Hawkins
- 2020 The King of Staten Island - als brandweerman Lockwood
- 2019 The Irishman - als Anthony "Fat Tony" Salerno
- 2019 Cold Pursuit - als Mustang
- 2018 Frank and Ava - als Jack Keller
- 2015 Bridge of Spies - als Agent Blasco
- 2015 The Wannabe - als Mickey
- 2014 The Winklers - als Jack
- 2014 God's Pocket - als Sal Cappi
- 2013 Malavita - als Caputo
- 2013 Blood Ties – als Mike
- 2010 How Do You Know – als Bullpen pitcher
- 2010 Life's a Beach – als Schmitty
- 2009 Public Enemies – als Gilbert Catena
- 2008 SIS – als Vic
- 2008 Sympathetic Details – als Vincent
- 2008 Finnegan – als rechercheur Tony Carbo
- 2007 The Man – als Cueball
- 2006 Miami Vice – als rechercheur Stan Switek
- 2006 Freedomland – als Leo Sullivan
- 2006 Find Me Guilty – als Jerry McQueen
- 2005 Carlito's Way: Rise to Power – als Artie Bottolota jr.
- 2003 S.W.A.T. – als GQ
- 2002 Phone Booth – als Wyatt
- 2002 Love in the Time of Money – als Eddie Iovine
- 2001 Kate & Leopold – als loketbediende
- 2001 61* – als Moose Skowron
- 2000 The Yards – als Todd
- 1999 The Young Girl and the Monsoon – als Frankie
- 1999 For Love of the Game – als chauffeur sleepwagen
- 1999 Just One Time – als Cyrill
- 1998 Side Streets – als politieagent
- 1998 Studio 54 – als Key
- 1997 Kiss Me, Guido – als Joey Chips
- 1993 A Bronx Tale – als Nicky Zero

### Televisieseries
Uitgezonderd eenmalige gastrollen.
- 2022-2024 Tulsa King - als Chicki Invernizzi - 12+ afl.
- 2023-2024 Reacher - als Gaitano 'Guy' Russo - 6 afl.
- 2018-2022 Magnum P.I. - als Sebastian Nuzo - 5 afl.
- 2020-2021 Billions - als Paul 'Manz' Manzarello - 2 afl.
- 2019 Mrs. Fletcher - als George - 5 afl.
- 2018-2019 Power - als Benny Civello - 5 afl.
- 2019 The Deuce - als Jack Maple - 4 afl.
- 2018-2019 Ray Donovan - als Sean 'Mac' McGrath - 10 afl.
- 2017 MacGyver - als Gunman - 2 afl.
- 2015-2017 Rosewood - als Ira Hornstock - 43 afl.
- 2015-2017 Sneaky Pete - als Abraham Persikof - 2 afl.
- 2015 The Adventures of Mr. Clown - als Dom - 5 afl.
- 2013-2014 Boardwalk Empire – als Ralph Capone – 13 afl.
- 2011-2012 Breakout Kings – als Ray Zancanelli – 23 afl.
- 2006-2008 Entourage – als Dom – 3 afl.
- 2002-2008 The Wire – als Thomas Hauk – 60 afl.
- 2000 Oz – als Ralph Galino – 2 afl.

- International Standard Name Identifier: 0000 0000 5137 5372
- Library of Congress Control Number: no2008124573
- Nationale Bibliotheek van Tsjechië: xx0250239
- Nationale Bibliotheek van Israël: 987007320024605171
- Virtual International Authority File: 39196801
- WorldCat: E39PBJkTdd74QmjWb4b3dDY773